# 小舌菌屬

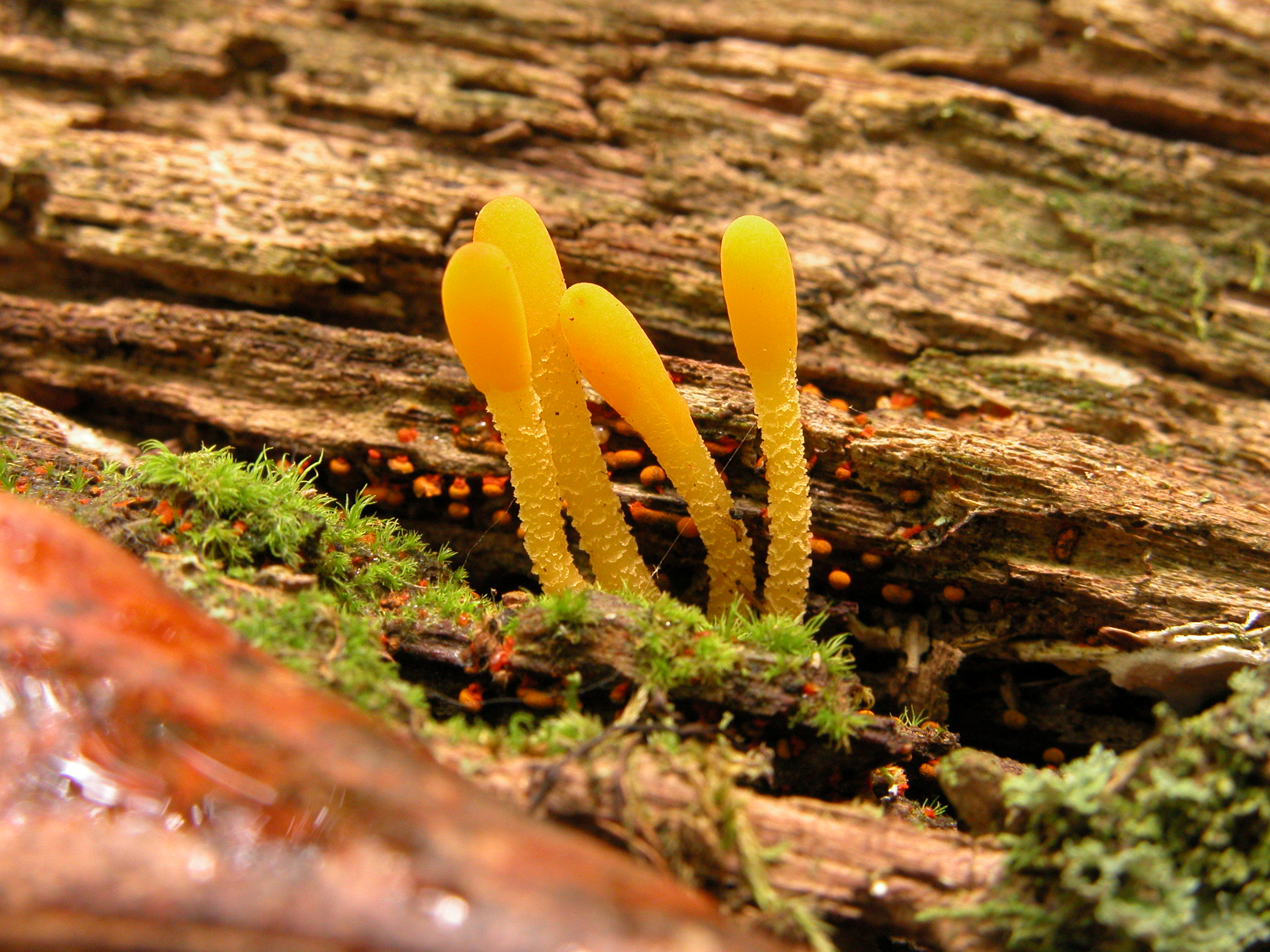
红棕小舌菌 M. rufum

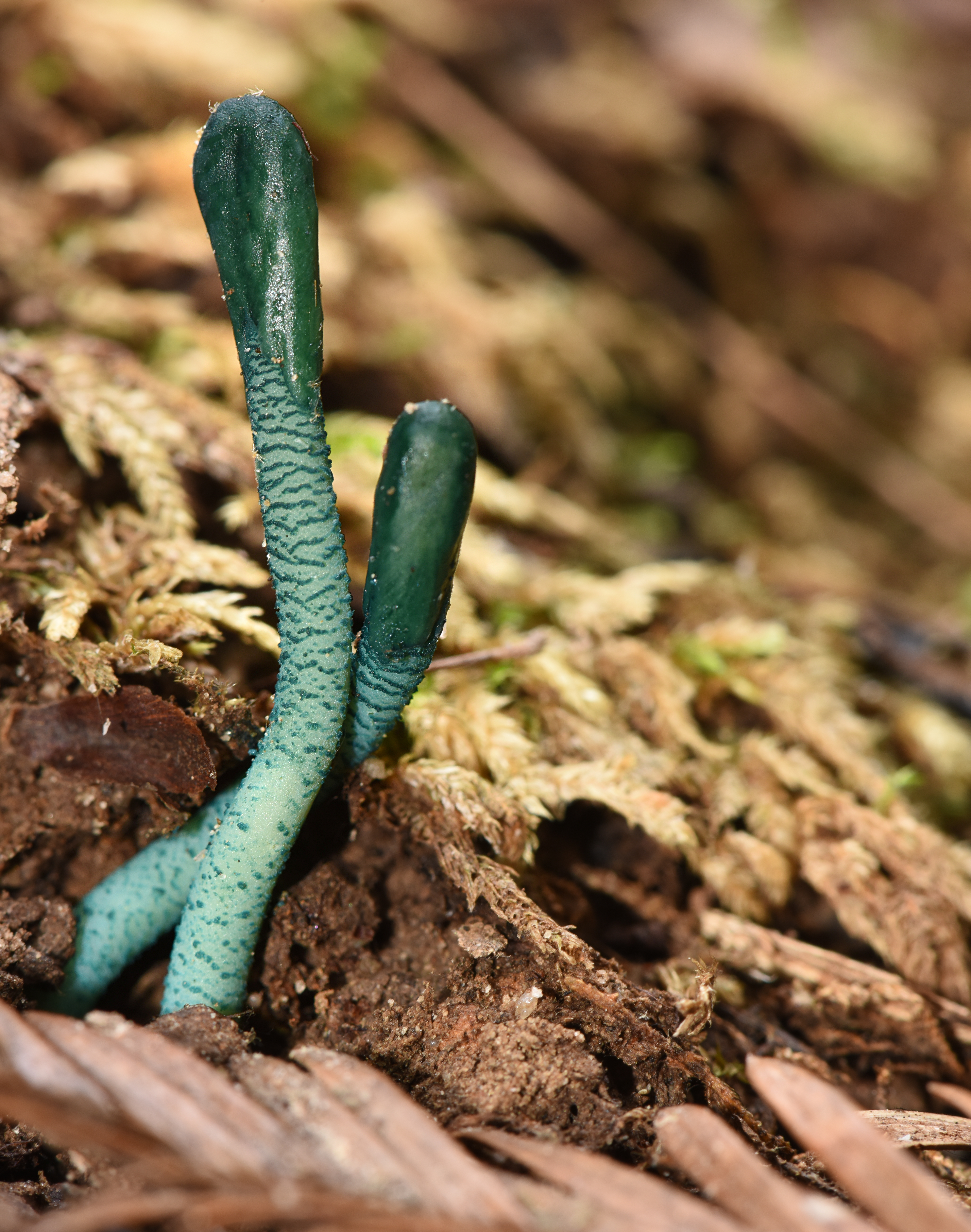
綠小舌菌 M. viride

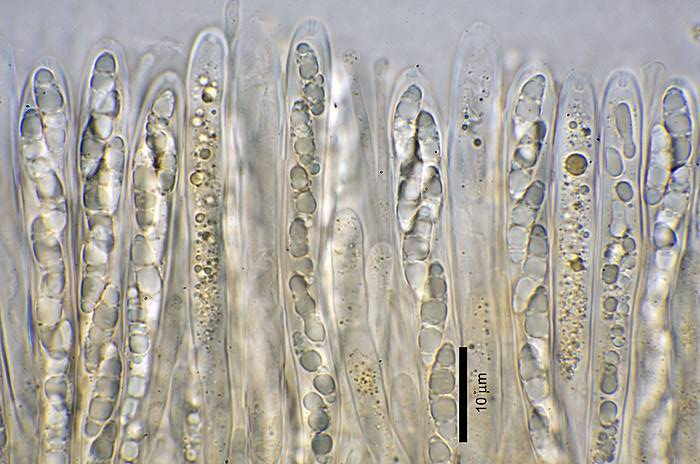
綠小舌菌的子囊

小舌菌屬（學名：Microglossum）傳統上是地舌菌綱的一個屬，包含許多色彩鮮豔的地舌菌，共有30餘種物種。但近代的分子證據則顯示本屬與錘舌菌綱類群的關係較為接近，而被改歸入錘舌菌綱中。

## 分類
1879年，英國真菌學家莫迪凯·丘比特·库克將地舌菌屬下孢子為透明的物種歸入一個稱為Leptoglossum的亞屬，其下又細分為兩個節，一個包含子實體為深色的類群，另一個則包含子實體為淺色的類群，同年，法國真菌學家克洛德·卡西米爾·吉萊首度定義了本屬，將子實體為淺色的類群歸入本屬中，包含棕绿小舌菌與綠小舌菌。1884年，義大利真菌學家皮耶尔·安德烈亚·萨卡尔多在不知五年前吉萊已發表本屬的情況下，使用與本屬相同的學名，重複定義了Microglossum，將Leptoglossum中子實體為深色的另一個節歸入其中，並以Microglossum hookeri（現名Thuemenidium hookeri）為模式物種，1891年，德國植物學家奧托·孔策將薩卡度定義的Microglossum屬改名為Thuemenidium。
吉萊發表本屬時沒有指定本屬的模式物種，1908年，埃利亚斯·朱达·杜兰德將綠小舌菌作為本屬的選模標本（lectotype）。近年來，分子種系發生學的結果顯示小舌菌屬與錘舌菌綱的錘舌菌屬親緣關係較為接近，應從地舌菌綱中移出，改歸入錘舌菌綱的柔膜菌目中。Thuemenidium傳統上亦被認為屬於地舌菌綱，但近年的分子證據顯示其與小舌菌屬關係接近，共同組成一個演化支，兩者均應歸屬於錘舌菌綱。

## 形態
小舌菌屬約有36種物種，其子實體呈舌狀或棒狀，顏色較鮮豔，呈綠色、紅棕色、橄欖色、黃色或土黃色，但不為黑色或深褐色。生長於草地上。有別於地舌菌屬與毛舌菌屬子實體中子實層與下方柄的分界不明顯，小舌菌屬子實層與下方柄有清楚的分界，顯示其子實體發育的過程中，可能有子實層被包覆的階段。子囊呈棒狀至圓柱狀，有孔，內含八枚子囊孢子，子囊孢子顏色為透明，呈橢球狀、圓柱狀或紡錘狀，可能具有隔膜，也可能不具隔膜，側絲可為直、稍有彎曲、或頂端呈漩渦狀。下方的柄可能平滑，亦可能具有小鱗而粗糙。

## 物種
以下列出小舌菌屬的部分物種。
- Microglossum atrovirens (Kunze & J.C.Schmidt) Gillet
- 头形小舌菌 Microglossum capitatum F.L.Tai
- Microglossum clavatum V.Kučera, Lizoň & Tomšovský
- Microglossum contortum Peck
- Microglossum cyanobasis P.Iglesias & Arauzo
- Microglossum fechtneri Velen.
- 烟色小舌菌 Microglossum fumosum (Peck) E.J.Durand
- Microglossum griseoviride V.Kučera, Lizoň & Tomšovský[12]
- Microglossum jaczewskii Naumov
- 长孢小舌菌 Microglossum longisporum E.J.Durand
- Microglossum lutescens Boud.
- Microglossum macrosporum Ekanayaka & K.D.Hyde
- Microglossum minus Velen.
- Microglossum nudipes Boud.
- Microglossum obscurum Peck
- Microglossum olivaceisquamulosum Grund & K.A.Harrison
- 棕绿小舌菌 Microglossum olivaceum (Pers.) Gillet
- 裂小舌菌 Microglossum partitum Pat.
- Microglossum parvisporum V.Kučera, Lizoň & Tomšovský
- Microglossum pratense V.Kučera, Tomšovský & Lizoš
- Microglossum rickii S.Imai
- 红棕小舌菌 Microglossum rufum (Schwein.) Underw.
- Microglossum tenebrosum V.Kučera, Tomšovský, Lizoš & F.Hampe
- 四孢小舌菌 Microglossum tetrasporum F.L.Tai
- Microglossum truncatum V.Kučera, Tomšovský & Lizoš
- 綠小舌菌 Microglossum viride (Schrad. ex J.F.Gmel.) Gillet[12]